# Dufourea nigrohirta
Dufourea nigrohirta là một loài Hymenoptera trong họ Halictidae. Loài này được Warncke mô tả khoa học năm 1979.